# Cervone, Seredîna-Buda
Cervone (în ucraineană Червоне) este un sat în comuna Krenîdivka din raionul Seredîna-Buda, regiunea Sumî, Ucraina.

## Demografie
Componența lingvistică a localității Cervone
     Rusă (88,24%)
     Ucraineană (11,76%)
Conform recensământului din 2001, majoritatea populației localității Cervone era vorbitoare de rusă (88,24%), existând în minoritate și vorbitori de ucraineană (11,76%).